# Telephanus apicalis
Telephanus apicalis is een keversoort uit de familie spitshalskevers (Silvanidae). De wetenschappelijke naam van de soort werd in 1877 gepubliceerd door Antoine Henri Grouvelle.